# Łazarz Budagow
Łazarz Budagow – Łazarʹ Zacharowicz Budagow (ur. 12 kwietnia 1812 w Astrachaniu, zm. 30 grudnia 1878 w Petersburgu; pochowany na cmentarzu ormiańskim w Smoleńsku) – ormiański turkolog.

## Życiorys
Wykształcenie podstawowe i średnie pobierał w rodzinnym Astrachaniu. Następnie studiował orientalistykę na uniwersytecie w Kazaniu, którą ukończył ze złotym medalem w 1840 r. obroną pracy dyplomowej pt. O priczinach i chode razruszenija gosudarstva chorezmszachiev.
Po studiach przejechał do Tbilisi, gdzie podjął pracę jako nauczyciel języka azerskiego i perskiego w gimnazjum męskim oraz matematyki w szkole żeńskiej. 12 grudnia 1844 r. otrzymał stanowisko wykładowcy języka azerbejdżańskiego na Wydziale Języków Wschodnich Uniwersytetu Petersburskiego (tak że pracę rozpoczął de facto w 1845 r.). W 1849 został awansowany na adiunkta, a w 1864 r. – na docenta. Na Uniwersytecie Petersburskim pracował aż do emerytury w roku 1870. Równocześnie wykładał język tatarski w szkołach różnych stopni w Petersburgu. Od 1861 r. pełnił też funkcję oficjalnego tłumacza języka tatarskiego i ormiańskiego w ministerstwie spraw zagranicznych.
Dorobek publikacyjny Budagowa jest wprawdzie niewielki i składa się głównie z podręczników (dziś już zdezaktualizowanych), ale jest pośród nich jedna praca, którą zasłużył się Nauce na stałe: Sravnitel’nyj slovar’ turecko-tatarskich nareczij (Petersburg; tom 1: 1869; tom 2: 1871). Słownik ten, mimo że mniejszy od słownika Radłowa, jest do dziś w użyciu, m.in. dzięki uwzględnianiu wielu XIX-wiecznych zapożyczeń arabskich i perskich.